# Prins George, hertig av Cambridge
Prins George Frederick William Charles, hertig av Cambridge, född 26 mars 1819 i Hannover, död 17 mars 1904 i London, var en brittisk kunglighet. 

## Biografi
Han var son till prins Adolf, hertig av Cambridge och kusin till drottning Victoria av Storbritannien.
Hertigen av Cambridge blev 1828 överste i hannoverska och 1837 i brittiska armén, 1845 befordrad till generalmajor, 1854 till generallöjtnant och 1862 till fältmarskalk. Åren 1856-1895 var han högste befälhavare inom den engelska armén, även om han först 1887 utnämndes till Commander in chief. Han deltog som chef för 1:a arméfördelningen i Krimkriget 1854-1855. 
Hertigen av Cambridge genomförde flera reformer, bland annat upprättandet av övningslägret vid Aldershot, införandet av officersexamen och avskaffandet av prygelstraffet. Hertigen blev dock med åren alltmer konservativ och avskydde alla nymodigheter både inom armén och i det civila livet.

## Familj
Han gifte sig morganatiskt 1847 med skådespelerskan Sarah "Louisa" Fairbrother (1816-1890) som antog namnet mrs FitzGeorge. Familjen bodde på Queen Street nr 6, Mayfair, medan hertigen officiellt bodde på Gloucester House, Piccadilly (senare rivet). 
Barn:
- Louisa FitzGeorge (1841-1919) gift med kapten Francis Hamilton
- George FitzGeorge (1843-1907) gift med Rosa Baring (1850-1927)
- Sir Adolphus FitzGeorge (1846-1922) gift 1: o med Sofia Jane Holden (1857-1920) , gift 2:o med Margarita Beatrice Watson (1863-1934)
- Sir Augustus FitzGeorge (1847-1933)